# Giovanni Petralife
Giovanni Petralife (in greco Ἰωάννης Πετραλίφας?; fl. XII-XIII secolo) e governatore della Tessaglia e della Macedonia alla fine del XII/inizio del XIII secolo con il titolo di sebastocratore.

## Biografia
Giovanni era un membro della famiglia Petralife, di origine siculo-normanna. Secondo l'agiografia della figlia Teodora di Arta, Giovanni era sposato con una donna di nome Elena, appartenente a una non meglio precisata casata nobiliare di Costantinopoli, e dopo essere stato elevato all'altissimo grado di sebastocratore, fu inviato dall'imperatore bizantino Isacco II Angelo (r. 1185-1195 e 1203-1204) a governare la Tessaglia e la Macedonia. Nonostante questo, nel 1195, fu tra i principali nobili che cospirarono e rovesciarono Isacco II, insediando al suo posto Alessio III Angelo (1195-1203).
Dopo il 1204, quando Costantinopoli cadde a causa della Quarta Crociata, sostenne il despota dell'Epiro Teodoro Comneno Ducas, con cui era sposata la sorella Maria. Morì probabilmente tra il 1224 e il 1230. Alcuni autori (Donald Nicol e Demetrios Polemis) lo hanno equiparato a un altro Giovanni Petralifa, che era un megas chartoularios alle dipendenze dell'Impero di Nicea intorno al 1237, ma questa identificazione è molto probabilmente sbagliata.

## Matrimonio e discendenza
Dal suo matrimonio, Giovanni ebbe diversi figli. L'agiografia riporta diversi figli, ma solo un figlio e due figlie sono conosciuti per nome:
- Teodoro Petralife, sposò una figlia di Demetrio Tornicio, uno dei principali ministri di Giovanni III Vatatze di Nicea (r. 1221-1254). Teodoro disertò a Nicea nel 1252/1253, per poi disertare nuovamente in Epiro poco tempo dopo[6].
- Teodora, sposata da bambina con Michele II Comneno Dukas (r. 1231-1266/68), fu poi canonizzata come Santa Teodora di Arta[1][7].
- Maria, sposò un membro della famiglia Sfranze e in seguito rimase vedova[3][8]. Il parakoimomenos Gabriele Sfranze potrebbe essere stato suo figlio[8]. È anche possibile che sia la non identificata Petralifaina che, secondo quanto riportato da Giorgio Acropolite, avrebbe sposato Alessio Slavo, cugino di Boril di Bulgaria e vassallo dell'imperatore latino Enrico di Fiandra[9].